# Švedska vaterpolska reprezentacija
Švedska vaterpolska reprezentacija predstavlja državu Švedsku u športu vaterpolu.

## Nastupi na velikim natjecanjima

### Olimpijske igre
- 1908.:  bronca
- 1912.:  srebro
- 1920.:  bronca
- 1924.: 4. mjesto
- 1936.: 7. mjesto
- 1948.: 5. mjesto
- 1952.: 9. – 12. mjesto
- 1980.: 11. mjesto

### Svjetska prvenstva
Švedska vaterpolska reprezentacija nije osvajala odličja na svjetskim prvenstvima.

### Europska prvenstva
srebrno odličje na europskom prvenstvu 1950. u Beču

srebrno odličje na europskom prvenstvu 1947. u Monte Carlu

srebrno odličje na europskom prvenstvu 1926. u Budimpešti